# モナ・シンプソン
モナ・E・シンプソン（英語：Mona E. Simpson、幼名は モナ・ジャンダリ, 1957年6月14日 - ）は、アメリカの著作家である。カリフォルニア大学ロサンゼルス校 (UCLA) の英語教授、またバード大学の言語、文学におけるサディー・サミュエルソン・レイビーの教授でもある。小説第1作の『ここではないどこかへ』（Anywhere but Here, 1986年）でホワイト賞を受賞した。これは人気を博して成功し、1999年に同名の映画『地上より何処かで』として公開された。1992年にはその続編として『The Lost Father』を出版した。2000年に出版した小説『Off Keck Road』でシカゴ・トリビューン・ハートランド賞を受賞し、国際ペンクラブ/フォークナー賞の最終選考にも残った。
シンプソンは、Appleの共同設立者の一人である故スティーブ・ジョブズの実妹である。しかし、スティーブは両親が結婚する前に養子に出され、モナは両親が結婚した後に生まれたため、モナが25歳になるまで兄妹は一度も会ったことがなかった。

## 少女時代
モナ・ジャンダリはウィスコンシン州グリーンベイで生まれた。父アブドゥルファタハ・ジョン・ジャンダリはシリアのホムス出身で、指揮者兼ピアニストのマレク・ジャンダリの従兄弟である。アブドゥルファタハ はウィスコンシン大学で教えた経験があり、後年は飲食業で成功した。モナの母ジョアン・キャロル・シーブルはドイツ・スイス系アメリカ人で、ジャンダリの生徒であったが、ジャンダリはPh.D.を非常に若くして取得していて、彼らは同年齢であった。後にシーブルは言語聴覚療法士になった。2人は1962年に離婚し、ジョアンはジャンダリと疎遠になった。ジョアンはその後再婚し、モナは継父の姓「シンプソン」を名乗った。

## 経歴
モナ・シンプソンはカリフォルニア大学バークレー校で文学士を授与され、コロンビア大学で芸術の修士号を授与された。コロンビア大学卒業後、彼女はニューヨークで『パリ・レビュー』の編集者として働いた。彼女はそこで夫と出会って結婚し、1994年に2人は一緒にロサンゼルスに戻った。2001年、彼女はUCLAでクリエイティブ・ライティングを教え始め、ニューヨークのバード大学でも登用されるようになった。
シンプソンの小説は、彼女の人生経験と純粋なフィクションとが混じり合ったものである。最初の小説である『ここではないどこかへ』（1986年）はホワイト賞を受賞し、批評の点でも人気の点でも大きな功績となった。
また、この小説は翻案され、スーザン・サランドンやナタリー・ポートマンの出演による映画『地上より何処かで』として1999年に公開された。その後、1992年にシンプソンは続編として『The Lost Father』を出版した。
『A Regular Guy』（1996年）は、シリコンバレーの実業家と、彼がその存在を認知していなかった、妻以外の女性との間の娘との緊迫した関係を探求した。中世の3人の女性の10年間の人生を描いた『Off Keck Road』（2000年）は、国際ペンクラブ/フォークナー賞の最終選考に残り、シカゴ・トリビューン・ハートランド賞を受賞した。
2011年に出版された『My Hollywood』は、30代で欧米の指揮者になった1児の母であるクレアと、フィリピンからの移住者で彼女の乳母であるローラとの間の複雑な人間関係、階級問題、ものの見方を探求したものだった。ローラはフィリピンにいる自らの5歳の子供にお金を援助していた。この小説は2人の世界を比較しながら、2人を語り手として交互に綴られた。リーズル・シリンガーは「この小説は、複雑な国際的人間関係のあわれみ深いフィクションの探求であり、シンプソンは育児契約が乳母に、また彼女の雇用者やその両者の子供に要求する人間原価を評価している」と主張している。ロン・チャールズは特にこう述べている。 

## 家族探し
アブドゥルファター・ジョン・ジャンダリとジョアン・キャロル・シーブルは、1955年に結婚より先に男の子を授かり、養子に出した。その男の子はジョブズ夫妻の養子になり、スティーブ・ジョブズと名付けられた。彼はコンピュータプログラマー、先見の明のある起業家として成長した、ジョンとジョアンは1957年に結婚し、モナという娘を授かった。しかし、彼らはモナが幼い時に離婚した。
実の親の情報を得るという養子の権利に関する法律の変化とともに、1980年代にジョブスは実母ジョアンの跡を辿り、そして発見した。彼女は再婚しており、シンプソンという姓を使用していた。また、ジョブズにモナ・シンプソンという実の妹の存在を伝えた。兄妹は1985年に初めて出会い、親しい友情関係を育んだ。彼らは、モナが自分の最初の小説である『ここではないどこかへ』の出版パーティーでジョブズを紹介する1986年まで、その関係を公にしなかった。ジョブスはマンハッタンで定期的にシンプソンに会っていた。シンプソンは「兄と私はとても仲がいいし、私は彼をとても尊敬している。」と話し、ジョブスは「私たちは家族だ。彼女は世界中で最も親しい友人だ。私は毎日彼女と電話したり話したりしている。」と話している。
シンプソンはすでに彼らの父親を探し、見つけていた。彼はコーヒーショップを経営していた。彼女がジャンダリに行き着いた時、彼は「私は、より大きなレストランを経営している間におまえが私を見つけてくれるのを願っていた」と言った。ジャンダリは、一度シリコンバレーに有名な地中海料理のレストランを経営していたことをシンプソンに伝えた。ジョブスの伝記作家であるウォルター・アイザックソンは、ジャンダリがシンプソンに「みんながそこに行っていた。スティーブ・ジョブスでさえそこで食べていたんだ、彼は素晴らしいチップを払う人だったよ。」と伝えたと言っている。

『60 Minutes』のテープインタビューの中で、ジョブスは
ジョブスへの追悼としての賛辞（2011年10月30日の『ニューヨーク・タイムズ』に掲載）の中でシンプソンは
と語っている。

## 結婚と家族
1993年、シンプソンはテレビ作家でプロデューサーのリチャード・アッペルと結婚した。そして2人の子供、ガブリエルとグレースをもうけた。アッペルは『ザ・シンプソンズ』の作家で、マザー・シンプソンのエピソードからは、妻の名前をホーマー・シンプソンの母の名前に用いた。2人は離婚し、シンプソンは2人の子供とサンタモニカで暮している。

## 受賞
- 1986年 ホワイト賞（英語版）[17]
- 1987年 Hodder Fellowship (Princeton University)[17]
- 1988年 Guggenheim Fellowship[17]
- 1995年 Lila Wallace Readers Digest Fellowship[17]
- 2001年 シカゴ・トリビューン・ハートランド賞（英語版）[17]
- 2001年 Finalist: PEN/Faulkner award[18]
- 2008年 Literature Award from the American Academy of Arts and Letters[17]

## 作品

### エッセイ
- "A Sister’s Eulogy for Steve Jobs" 『ニューヨーク・タイムズ』2011年10月30日

### 小説
- Anywhere But Here (1986) ISBN 0-394-55283-0
  - 『ここではないどこかへ』上下 早川書房 (Hayakawa Novels) 　斎藤英治 (翻訳)　1993/3
- The Lost Father (1992) ISBN 0-394-58916-5
- A Regular Guy (1996) ISBN 0-679-45091-2
- Off Keck Road (2000) ISBN 0-375-41010-4
- My Hollywood (2010) ISBN 978-0-307-27352-9
- Casebook (2014) ISBN 0-345-80728-6